# Marmosa quítxua
La marmosa quítxua (Marmosa macrotarsus) és un marsupial sud-americà de la família dels didèlfids. És endèmica del Perú, on viu a altituds d'entre 300 i 2.700 msnm, i fou descrita per Johann Andreas Wagner el 1842.